# Канал-стрит (линия Бродвея и Седьмой авеню, Ай-ар-ти)
|   |     |     |     |     |   |
| · | · л | · э | · э | · л | · |

|   |     |     |     |     |   |
| · | · л | · э | · э | · л | · |

«Канал-стрит» (англ. Canal Street) — станция Нью-Йоркского метрополитена, расположенная на линии Бродвея и Седьмой авеню, Ай-ар-ти.  На станции останавливаются маршруты 1 (круглосуточно) и 2 (ночью). Станцию проходят без остановки маршруты 2 (круглосуточно, кроме ночи) и 3 (круглосуточно, кроме ночи). Она представлена двумя боковыми платформами, обслуживающими два локальных пути.
Станция была открыта 1 июля 1918 года, как часть развития сети Interborough Rapid Transit Company (IRT), которая в то время доминировала как отдельное метро, на территории Манхэттена от Таймс-сквер/42-й улицы до Саут-Ферри. Данный участок обслуживался челноком до полного завершения строительства линии и станций, на 1 июля 1918 года.
Станция отделана мозаикой.
- Именная мозаика
- Изображение часовни Сент-Джонс